# Jasikovac (Republika Serbska)
Jasikovac (cyr. Јасиковац) – wieś w Bośni i Hercegowinie, w Republice Serbskiej, w gminie Ugljevik. W 2013 roku liczyła 96 mieszkańców.